# Dasho Kinley Dorji
Dasho Kinley Dorji (...) è un politico bhutanese.
È il segretario del Ministero dell'Informazione e della Comunicazione del Bhutan ed è il direttore del giornale Kuensel. Inoltre è il capo degli scout bhutanesi.
È stato un promotore della felicità interna lorda al posto dello sviluppo umano.
Ha pubblicato il primo libro del Bhutan sul giornalismo letterario, intitolato Within the Realm of Happiness, che include 13 saggi personali sulla cultura bhutanese.
Attualmente vive a Thimphu con i suoi tre figli e la moglie.